# Rhyacophila vuzana
Rhyacophila vuzana är en nattsländeart som beskrevs av Milne 1936. Rhyacophila vuzana ingår i släktet Rhyacophila och familjen rovnattsländor. Inga underarter finns listade i Catalogue of Life.